# Superbeast
Superbeast est un single promotionnel de Rob Zombie pour son premier album solo Hellbilly Deluxe. La chanson a été coécrite par Charlie Clouser, anciennement de Nine Inch Nails. Il apparaît également sur Past, Present & Future, la compilation The Best of Rob Zombie, et remixer deux fois sur American Made Music to Strip By. La chanson est apparue dans le film d'horreur Mortelle Saint-Valentin et aussi un remix dans le jeu vidéo Twisted Metal III et dans le film d'action/film d'horreur La Fin des temps en 1999. La chanson est également présentée sur le jeu vidéo Brütal Legend et disponible en téléchargement sur Rock Band. The "Girl on a Motorcycle" remix de la chanson a été fréquemment utilisée dans des publicités pour les tee-shirts ECW et évènements futurs. La chanson a été nommée pour un Grammy Award pour la meilleure performance de metal en 1999. Le 4 janvier 2008, la chanson "Superbeast" a été utilisé pour introduire le match à Wrestle Kingdom II à Tokyo, au Japon, "Abyss vs. Manabu Nakanishi".
La chanson a été reprise par Transient pour le The Electro-Industrial Tribute to Rob Zombie en 2002 et reprise par Suicide Silence en 2011.
Les paroles "Move the jaw, cry aloud, bound up the dead triumphantly" peut être une référence à Edgar Allan Poe "The Premature Burial" dans laquelle Poe dit: The movement of the jaws, in this effort to cry aloud, showed me that they were bound up, as is usual with the dead.".

## Le clip
Le clip montre une femme, Sheri Moon (l'épouse de Rob), vêtu de cuir et monté sur un moto, la lutte contre un robot et un Ninja avec katanas tandis que l'écran clignote de lumières. Il y a aussi quelques clips ajoutés de Zombie et son groupe.

## Personnel
- Tom Baker - Mastering
- Paul DeCarli - Programmation additionnel
- Frank Gryner - Ingénierie supplémentaires
- Scott Humphrey - Producteur, Ingénieur, Mixage, Programmation
- Chris Lord-Alge - Mixage additionnel
- Blasko - Basse
- Riggs - Guitare
- Tempesta - Batterie
- Rob Zombie - Chant, Texte, Artwork

## Charts
| Charts (1998)          | Peak Position |
| ---------------------- | ------------- |
| Mainstream Rock Tracks | 26            |